# Menendo Núñez
Menendo Núñez también conocido como Melendo Núñez y Mendo Nunes en portugués (1020/1028–1050/1054) fue conde del condado Portucalense, descendiente de Vimara Pérez e hijo de Nuño Alóitez y de su esposa Ilduara Menéndez.

## Esbozo biográfico
Menendo sucedió en el gobierno del condado a la muerte de su padre en 1028, probablemente siendo menor de edad bajo la regencia de su madre. Fernando I se convirtió en rey de León en 1037 después de la derrota y muerte de su cuñado, el rey Bermudo III en la batalla de Tamarón. Ya para el año 1050 el nuevo rey leonés había reorganizado la administración del reino y había reducido el poder de la nobleza con el fin de fortalecer la monarquía. Esto lo consiguió convirtiendo los condados en tenencias no hereditarias y aprovechando cualquier oportunidad para nombrar nuevos gobernadores. Fernando I emprendió esta reforma gradualmente, región por región, para no antagonizar la poderosa nobleza del reino, especialmente a los miembros de la alta nobleza galaicaportuguesa que estaban emparentados con la reina Sancha de León, prima hermana del conde Menendo Núñez.
Durante la vida de Menendo, el rey comenzó a nombrar miembros de la baja nobleza a cargos administrativos, tales como Gómez Ectaz, que ejerció su autoridad en la región de Guimarães, y Diego Tructesíndez, quien fue nombrado juez y reportaba directamente al monarca leonés. Después de la muerte del conde Menendo, esta práctica se extendió aún más y el rey continuó nombrando miembros de la baja nobleza que utilizaban diversos títulos, tales como vicario, gobernador o tenente, por ejemplo, Godino Benegas quien en 1062 gobernaba Portugal:Gutinus Veniegas, qui tenebat illa terra de Portugale de ille rex (Godino Veniegas tenente de Portugal en nombre del rey). Años más tarde, una nieta suya Loba, se casó con Sisnando Davídiz, un mozárabe que no era miembro de la nobleza a quien el rey Fernando I le encomendó el gobierno de Coímbra y que nunca utilizó el título de conde y prefirió llamarse a sí mismo alvasil (visir) o cónsul.
La fecha de la muerte del conde Menendo es incierta debido a una confusión con otro conde contemporáneo llamado Menendo Luz así como la fecha errónea registrada en los Annales Portugalenses veteres donde consta que en la Era MLXXII occisus fuit comes Menendus in ripa Guetanie, i.e. Menendo fue asesinado en la era MLXXII (era 1072, año 1034) en el río Guetania —afluente del Miño—. El historiador portugués José Mattoso opina que falleció de una muerte probablemente violenta en 1050 y no más tarde del año 1053 mientras que el historiador Alfonso Sánchez Candeira sostiene que murió el 24 de diciembre de 1054.

## Matrimonio y descendencia
No se conoce el nombre de su esposa Tuvo un hijo que le sucedió en el condado:
- Nuño Méndez,[11][12] fallecido en 1071 en la batalla de Pedroso.[13]